# Interstate 79
I-79 eller Interstate 79 är en amerikansk väg, Interstate Highway, i West Virginia och Pennsylvania.